# Lijst van rijksmonumenten in Arnhem
De gemeente Arnhem telt 559 inschrijvingen in het rijksmonumentenregister. Hieronder een overzicht. 

## Arnhem
De stad Arnhem telt 340 inschrijvingen in het rijksmonumentenregister.
| Object | Oorspronkelijke functie?  | Bouwjaar                                                                                   | Architect                           | Locatie                            | Coördinaten?                  | Nr.?   | Afbeelding |
| --- | ------------------------- | ------------------------------------------------------------------------------------------ | ----------------------------------- | ---------------------------------- | ----------------------------- | ------ | --- |
| Laat-gotisch woonhuis met een der lange zijden aan de straat, de korte zijden met trapgevels waarop ezelsrugafdekking. Achterhuis (ca. 1600) met mooie puntgevel, waarin vlechtingen, ankers en twee oorspronkelijke vensters met natuurstenen middendorpels | Werk-woonhuis             | midden 16e eeuw                                                                            |                                     | Bakkerstraat 4                     | 51° 58' 53" NB, 5° 54' 28" OL | 8294   | Meer afbeeldingen |
| Huis met gevel met boven de kroonlijst in het hoge zadeldak een dakvenster met fronton en gebosseerde vleugelstukken. Inwendig gesneden trapleuning, Lod. XV                                                                                                 | Werk-woonhuis             | laatste helft 19e eeuw                                                                     |                                     | Bakkerstraat 5                     | 51° 58' 53" NB, 5° 54' 29" OL | 8295   | Meer afbeeldingen |
| Fors huis met fraaie, gave lijstgevel | Werk-woonhuis             | tweede kwart 19e eeuw                                                                      |                                     | Bakkerstraat 12B                   | 51° 58' 50" NB, 5° 54' 30" OL | 8296   | Meer afbeeldingen |
| Fors huis "de Crabbe", met lijstgevel, waarin deuromlijsting in Lod.XVI | Werk-woonhuis             | ca. 1800 (huis) 15e-18e eeuw                                                               |                                     | Bakkerstraat 17                    | 51° 58' 49" NB, 5° 54' 30" OL | 8297   | Meer afbeeldingen |
| In plattegrond rechthoekig huis met de lange kant aan de straat gelegen | Werk-woonhuis             | late middeleeuwen (kelders)                                                                |                                     | Bakkerstraat 19                    | 51° 58' 49" NB, 5° 54' 30" OL | 8298   | Meer afbeeldingen |
| Huis met lijstgevel van goede verhoudingen. In de verdieping schuiframen. Schilddak. Blijkens sleutelstukken met peerkraalprofielen dateert het huis uit XVI                                                                                                 | Werk-woonhuis             | ca. 1800                                                                                   |                                     | Bakkerstraat 21                    | 51° 58' 48" NB, 5° 54' 30" OL | 8299   | Meer afbeeldingen |
| Huis met lijstgevel | Werk-woonhuis             | late middeleeuwen (oorsprong) 19e eeuw (gevel)                                             |                                     | Bakkerstraat 22                    | 51° 58' 48" NB, 5° 54' 31" OL | 8300   | Meer afbeeldingen |
| Huis met lijstgevel | Werk-woonhuis             | Late middeleeuwen (oorsprong) 19e eeuw (gevel)                                             |                                     | Bakkerstraat 23                    | 51° 58' 48" NB, 5° 54' 31" OL | 8301   | Meer afbeeldingen |
| Huis met halsgevel in vroege Lod.XV. vormen | Werk-woonhuis             | late middeleeuwen (oorsprong) 18e eeuw (gevel)                                             |                                     | Bakkerstraat 24                    | 51° 58' 47" NB, 5° 54' 31" OL | 8302   | Meer afbeeldingen |
| Hoekpand met omlopende daklijst, waarvan de gesneden consoles verdwenen zijn | Werk-woonhuis             | ca. 1740                                                                                   |                                     | Bakkerstraat 25                    | 51° 58' 47" NB, 5° 54' 31" OL | 8303   | Hoekpand met omlopende daklijst, waarvan de gesneden consoles verdwenen zijn                                                                        |
| Huis met bakstenen voorgevel met natuurstenen banden, geblokte ontlastingsbogen, medaillons met vruchtentrossen en rozetten. Kroonlijst gedragen door Lod. XV-consoles                                                                                       | Werk-woonhuis             | eerste kwart 17e eeuw                                                                      |                                     | Bakkerstraat 58                    | 51° 58' 48" NB, 5° 54' 30" OL | 8304   | Meer afbeeldingen |
| Huis met brede lijstgevel, deel uitmakend van lijstgevel Bakkerstraat 60-61, waarachter drie oudere huizen. Achterhuis met schilddak, waarop gemetselde schoorsteen                                                                                          | Werk-woonhuis             | tweede kwart 19e eeuw                                                                      |                                     | Bakkerstraat 60                    | 51° 58' 49" NB, 5° 54' 29" OL | 8305   | Meer afbeeldingen |
| Huis met brede lijstgevel, deel uitmakend van lijstgevel Bakkerstraat 60-61, waarachter drie oudere huizen | Werk-woonhuis             | tweede kwart 19e eeuw                                                                      |                                     | Bakkerstraat 61                    | 51° 58' 49" NB, 5° 54' 29" OL | 8306   | Meer afbeeldingen |
| Huis met lijstgevel met middenrisaliet, geheel met natuursteen bekleed. Rijk geprofileerde kroonlijst. Achterkamer met stucplafond, Lod. XV | Werk-woonhuis             | eerste kwart 19e eeuw                                                                      |                                     | Bakkerstraat 62                    | 51° 58' 49" NB, 5° 54' 29" OL | 8307   | Meer afbeeldingen |
| Huis met markante, 19e-eeuwse verschijningsvorm, lijstgevel met historische winkelpui en aan binnenplaats gelegen tweede huis met gave 18de/-19de-eeuwse verschijningsvorm en waardevol interieur                                                            | Werk-woonhuis             | 18e/19e eeuw                                                                               |                                     | Bakkerstraat 67A                   | 51° 58' 51" NB, 5° 54' 28" OL | 8308   | Meer afbeeldingen |
| Op binnenterrein tussen Bakkerstraat en Weverstraat gelegen L-vormig huis | Woonhuis                  | derde kwart 18e eeuw                                                                       |                                     | Hemelrijk 51                       | 51° 58' 52" NB, 5° 54' 26" OL | 8309   | Op binnenterrein tussen Bakkerstraat en Weverstraat gelegen L-vormig huis                                                                           |
| Agnietenkapel | Kerk en kerkonderdeel     | verscheidene bouwjaren                                                                     |                                     | Gasthuisstraat 1                   | 51° 58' 50" NB, 5° 54' 45" OL | 8310   | Meer afbeeldingen |
| Huis met Lodewijk-XV-gevel, voormalig burgerweeshuis en vesitiging van het Historisch Museum Arnhem | Woonhuis                  | derde kwart 18e eeuw                                                                       |                                     | Bovenbeekstraat 21                 | 51° 58' 57" NB, 5° 54' 34" OL | 8311   | Meer afbeeldingen |
| Naell Tynnegieterstichting | Werk-woonhuis             | 1791 (gevelsteen)                                                                          |                                     | Broerenstraat 3                    | 51° 58' 47" NB, 5° 54' 27" OL | 8312   | Meer afbeeldingen |
| Huis met gepleisterde lijstgevel met stucversieringen en balkon | Woonhuis                  | derde kwart 19e eeuw                                                                       |                                     | Eusebiusbuitensingel 1             | 51° 58' 55" NB, 5° 54' 55" OL | 8313   | Meer afbeeldingen |
| Huis met gepleisterde lijstgevel met risaliet, balkon en stucversieringen | Woonhuis                  | derde kwart 19e eeuw                                                                       |                                     | Eusebiusbuitensingel 2             | 51° 58' 54" NB, 5° 54' 55" OL | 8314   | Meer afbeeldingen |
| Huis met gepleisterde lijstgevel, middenrisaliet en balkon | Woonhuis                  | derde kwart 19e eeuw                                                                       |                                     | Eusebiusbuitensingel 3             | 51° 58' 54" NB, 5° 54' 56" OL | 8315   | Meer afbeeldingen |
| Huis met eenvoudige lijstgevel met balkon op consoles | Woonhuis                  | derde kwart 19e eeuw                                                                       |                                     | Eusebiusbuitensingel 4             | 51° 58' 54" NB, 5° 54' 56" OL | 8316   | Meer afbeeldingen |
| Huis met rijk met stuc versierde lijstgevel met middenrisaliet en balkon | Woonhuis                  | derde kwart 19e eeuw                                                                       |                                     | Eusebiusbuitensingel 5             | 51° 58' 53" NB, 5° 54' 56" OL | 8317   | Meer afbeeldingen |
| Huis met gepleisterde lijstgevel met middenrisaliet en stucversieringen boven de vensters | Woonhuis                  | derde kwart 19e eeuw                                                                       |                                     | Eusebiusbuitensingel 6             | 51° 58' 53" NB, 5° 54' 57" OL | 8318   | Meer afbeeldingen |
| Huis met gepleisterde lijstgevel met zijrisalieten, waartegen balkons | Woonhuis                  | derde kwart 19e eeuw                                                                       |                                     | Eusebiusbuitensingel 7             | 51° 58' 52" NB, 5° 54' 57" OL | 8319   | Meer afbeeldingen |
| Huis met gepleisterde lijstgevel met consoles onder de kroonlijst en balkon met mooi gietijzeren hek | Woonhuis                  | derde kwart 19e eeuw                                                                       |                                     | Eusebiusbuitensingel 8             | 51° 58' 52" NB, 5° 54' 57" OL | 8320   | Meer afbeeldingen |
| Huis met monumentale lijstgevel met middenrisaliet tegen de verdieping verlevendigd door pilasters met hoofdgestel | Woonhuis                  | derde kwart 19e eeuw                                                                       |                                     | Eusebiusbuitensingel 9             | 51° 58' 51" NB, 5° 54' 57" OL | 8321   | Meer afbeeldingen |
| Hoog singelhuis met witgepleisterde gevel | Woonhuis                  | derde kwart 19e eeuw                                                                       |                                     | Eusebiusbuitensingel 38            | 51° 58' 44" NB, 5° 54' 59" OL | 8322   | Meer afbeeldingen |
| Kunstoefening | Woonhuis                  | 1846                                                                                       | waarschijnlijk F.W. van Gendt J.Gz. | Gele Rijders Plein 2               | 51° 58' 59" NB, 5° 54' 28" OL | 8323   | Meer afbeeldingen |
| Huis met gemoderniseerde gevel | Woonhuis                  | late middeleeuwen                                                                          |                                     | Grote Oord 15                      | 51° 58' 55" NB, 5° 54' 22" OL | 8324   | Meer afbeeldingen |
| De Steenen Camer | Boerderij                 | 1848                                                                                       |                                     | Hannesstraatje 2                   | 51° 57' 58" NB, 5° 52' 12" OL | 8384   | Meer afbeeldingen |
| Luthers Hofje | Sociale zorg, liefdadigh. | 1860 (stichtingssteen)                                                                     |                                     | Hommelseweg 8                      | 51° 59' 10" NB, 5° 54' 53" OL | 8325   | Meer afbeeldingen |
| Hulkestein | Erfscheiding              |                                                                                            |                                     | Hulkesteinseweg bij 19             | 51° 58' 56" NB, 5° 52' 42" OL | 8326   | Hulkestein |
| Pand | Werk-woonhuis             | late middeleeuwen (oorsprong) 16e eeuw (kap + voorgevel) tweede helft 19e eeuw (bovendeel) |                                     | Jansplaats 28                      | 51° 58' 56" NB, 5° 54' 25" OL | 8327   | Meer afbeeldingen |
| Huis met gepleisterde klokgevel met aanbouw rechts | Werk-woonhuis             | 18e eeuw                                                                                   |                                     | Jansplaats 30                      | 51° 58' 55" NB, 5° 54' 24" OL | 8328   | Meer afbeeldingen |
| Hoekpand Ruiterstraat, Jansplein | Woonhuis                  | 1838                                                                                       |                                     | Jansplein 51                       | 51° 58' 58" NB, 5° 54' 29" OL | 8329   | Meer afbeeldingen |
| Postkantoor | Overheidsgebouw           | 1888-1890                                                                                  |                                     | Jansplein 56                       | 51° 58' 56" NB, 5° 54' 26" OL | 8330   | Meer afbeeldingen |
| Koepelkerk | Kerk en kerkonderdeel     | 1837-1838                                                                                  |                                     | Jansplein 60                       | 51° 58' 58" NB, 5° 54' 27" OL | 8331   | Meer afbeeldingen |
| Hoekpand Rosmarijnsteeg, Jansstraat | Werk-woonhuis             | 19e eeuw (lijst) 15e eeuw (kap)                                                            |                                     | Jansstraat 24                      | 51° 58' 56" NB, 5° 54' 22" OL | 8332   | Meer afbeeldingen |
| Huis met lijstgevel met in het fries triglyfen en metopen. Door brand verwoest op 6 maart 2025. | Werk-woonhuis             | 1870                                                                                       |                                     | Jansstraat 28                      | 51° 58' 55" NB, 5° 54' 22" OL | 8333   | Meer afbeeldingen |
| Huis, gevel met schuiframen, kroonlijst | Werk-woonhuis             | 1890                                                                                       |                                     | Jansstraat 31                      | 51° 58' 57" NB, 5° 54' 23" OL | 8334   | Meer afbeeldingen |
| Grote of Sint-Eusebiuskerk | Kerk en kerkonderdeel     |                                                                                            |                                     | Kerkplein 1                        | 51° 58' 45" NB, 5° 54' 36" OL | 8336   | Meer afbeeldingen |
| Toren van de Grote of Sint-Eusebiuskerk | Kerk en kerkonderdeel     |                                                                                            |                                     | Kerkplein 1                        | 51° 58' 45" NB, 5° 54' 35" OL | 8337   | Meer afbeeldingen |
| R.C. Vrouwenhuis | Sociale zorg, liefdadigh. |                                                                                            |                                     | Kerkstraat 9                       | 51° 58' 49" NB, 5° 54' 35" OL | 8338   | Meer afbeeldingen |
| Huis met eenvoudige lijstgevel met deuromlijsting | Werk-woonhuis             |                                                                                            |                                     | Kerkstraat 10                      | 51° 58' 49" NB, 5° 54' 35" OL | 8339   | Meer afbeeldingen |
| Huis met gevel opgetrokken uit 16e-eeuwse moppen onder rechte lijst | Werk-woonhuis             |                                                                                            |                                     | Kerkstraat 11                      | 51° 58' 49" NB, 5° 54' 35" OL | 8340   | Meer afbeeldingen |
| Presickhaeffs Huys | Werk-woonhuis             | 1354                                                                                       |                                     | Kerkstraat 19                      | 51° 58' 47" NB, 5° 54' 36" OL | 8341   | Meer afbeeldingen |
| Huis met gepleisterde lijstgevel met steen: 1629, verhoogd | Woonhuis                  | 1629                                                                                       |                                     | Kerkstraat 32                      | 51° 58' 49" NB, 5° 54' 34" OL | 8342   | Meer afbeeldingen |
| Poort naar Bakkerstraat 19 | Erfscheiding              |                                                                                            |                                     | Kerkstraat bij 32                  | 51° 58' 49" NB, 5° 54' 34" OL | 8343   | Meer afbeeldingen |
| Pand met eenvoudige lijstgevel | Woonhuis                  |                                                                                            |                                     | Kerkstraat 34                      | 51° 58' 49" NB, 5° 54' 34" OL | 8344   | Meer afbeeldingen |
| De Kroon | Industrie- en poldermolen | 1847                                                                                       |                                     | Klarendalseweg 82                  | 51° 59' 15" NB, 5° 55' 5" OL  | 8345   | Meer afbeeldingen |
| Duivelshuis | Bestuursgebouw en onderdl | Begin 16e eeuw                                                                             |                                     | Koningstraat 38                    | 51° 58' 44" NB, 5° 54' 40" OL | 8346   | Meer afbeeldingen |
| Zaalkerkje van de voormalig Lutherse Kerk | Kerk en kerkonderdeel     | 1735-1737                                                                                  |                                     | Korenmarkt 26                      | 51° 58' 56" NB, 5° 54' 17" OL | 8348   | Meer afbeeldingen |
| Huis met monumentale bakstenen gevel in lod | Woonhuis                  | 1775                                                                                       |                                     | Marienburgstraat 12                | 51° 58' 55" NB, 5° 54' 28" OL | 8349   | Meer afbeeldingen |
| Sabelspoort | Fort, vesting en -onderdl | Oorspronkelijk 14e eeuw                                                                    |                                     | Markt 12                           | 51° 58' 38" NB, 5° 54' 34" OL | 8351   | Meer afbeeldingen |
| Stadswaag | Overheidsgebouw           | 1761                                                                                       | Hendrik Viervant                    | Markt 38                           | 51° 58' 43" NB, 5° 54' 35" OL | 8352   | Meer afbeeldingen |
| Singelhuis | Woonhuis                  | 1830                                                                                       |                                     | Nieuwstad 70                       | 51° 58' 54" NB, 5° 54' 47" OL | 8354   | Singelhuis |
| Synagoge | Kerk en kerkonderdeel     | 1852-1853                                                                                  |                                     | Pastoorstraat 17A                  | 51° 58' 47" NB, 5° 54' 34" OL | 8357   | Meer afbeeldingen |
| Huis met lijstgevel, achter welks bovendeel de zeer hoge, middeleeuwse kap schuil gaat | Werk-woonhuis             | Kap en muurankers 17e eeuw, lijstgevel vroege 19e eeuw                                     |                                     | Rijnstraat 40                      | 51° 58' 53" NB, 5° 54' 23" OL | 8358   | Huis met lijstgevel, achter welks bovendeel de zeer hoge, middeleeuwse kap schuil gaat                                                              |
| Pand met hoge topgevel met gezwenkte contouren en rolwerk in de stijl van Hans Vredeman de Vries | Werk-woonhuis             | Topgevel 18e eeuw, kelders kap en zijmuren 16e eeuw                                        |                                     | Rijnstraat 41                      | 51° 58' 53" NB, 5° 54' 22" OL | 8359   | Meer afbeeldingen |
| Gevel van De Drie Haringen | Onderdeel woningen e.d.   | 1403                                                                                       |                                     | Rijnstraat 64                      | 51° 58' 52" NB, 5° 54' 17" OL | 8360   | Meer afbeeldingen |
| Sint-Petersgasthuis | Sociale zorg, liefdadigh. | 1354                                                                                       |                                     | Rijnstraat 71                      | 51° 58' 53" NB, 5° 54' 16" OL | 8361   | Meer afbeeldingen |
| Nederlands Openluchtmuseum: Monumentaal hek van de Kruidentuin | Erfscheiding              |                                                                                            |                                     | Schelmseweg 89                     | 52° 0' 29" NB, 5° 54' 26" OL  | 8362   | Meer afbeeldingen |
| Sint Martinus | Kerk en kerkonderdeel     | 1874-1875                                                                                  | A.Tepe                              | Steenstraat 7                      | 51° 59' 1" NB, 5° 54' 53" OL  | 8363   | Meer afbeeldingen |
| Museum voor Moderne Kunst Arnhem | Vergadering en vereniging | 1873-1875                                                                                  |                                     | Utrechtseweg 87                    | 51° 59' 7" NB, 5° 53' 30" OL  | 8364   | Meer afbeeldingen |
| Eenvoudig monumentaal huis met gepleisterde lijstgevels, zijrisalieten en schuiframen in de vensters | Woonhuis                  |                                                                                            |                                     | Utrechtseweg 99                    | 51° 59' 6" NB, 5° 53' 23" OL  | 8365   | Meer afbeeldingen |
| Rennenenk | Kasteel, buitenplaats     | 1830                                                                                       |                                     | Velperweg 137                      | 51° 59' 31" NB, 5° 56' 36" OL | 8366   | Meer afbeeldingen |
| Witgepleisterde villa | Kasteel, buitenplaats     | 1819                                                                                       |                                     | Velperweg 149                      | 51° 59' 40" NB, 5° 57' 1" OL  | 8367   | Witgepleisterde villa |
| Der oudste stenen huizen van de stad, blijkens de oorspronkelijke kap | Woonhuis                  |                                                                                            |                                     | Vijzelstraat 7B                    | 51° 58' 54" NB, 5° 54' 27" OL | 8368   | Meer afbeeldingen |
| Huis in tegenwoordige gedaante | Werk-woonhuis             |                                                                                            |                                     | Vijzelstraat 9                     | 51° 58' 54" NB, 5° 54' 27" OL | 8369   | Meer afbeeldingen |
| Sint-Walburgiskerk | Kerk en kerkonderdeel     | 14e eeuw                                                                                   |                                     | St. Walburgisplein 1               | 51° 58' 45" NB, 5° 54' 49" OL | 8370   | Meer afbeeldingen |
| Voormalige openbare leeszaal van het genootschap "Prodesse Conamur" | Overheidsgebouw           | 1879                                                                                       |                                     | Willemsplein 36                    | 51° 58' 59" NB, 5° 54' 18" OL | 8371   | Voormalige openbare leeszaal van het genootschap "Prodesse Conamur"                                                                                 |
| Onderdeel Fromberghuizen | Woonhuis                  | 1853                                                                                       |                                     | Willemsplein 40                    | 51° 58' 59" NB, 5° 54' 22" OL | 8372   | Meer afbeeldingen |
| Onderdeel Fromberghuizen | Woonhuis                  | 1853                                                                                       |                                     | Willemsplein 41                    | 51° 58' 59" NB, 5° 54' 23" OL | 8373   | Meer afbeeldingen |
| Onderdeel Fromberghuizen | Woonhuis                  | 1853                                                                                       |                                     | Willemsplein 42                    | 51° 58' 59" NB, 5° 54' 23" OL | 8374   | Meer afbeeldingen |
| Onderdeel Fromberghuizen | Woonhuis                  | 1853                                                                                       |                                     | Willemsplein 43                    | 51° 58' 59" NB, 5° 54' 24" OL | 8375   | Meer afbeeldingen |
| Onderdeel Fromberghuizen | Woonhuis                  | 1853                                                                                       |                                     | Willemsplein 44                    | 51° 58' 59" NB, 5° 54' 24" OL | 8376   | Meer afbeeldingen |
| Zijpendaal | Kasteel, buitenplaats     | 1764                                                                                       | Hendrik Viervant                    | Zijpendaalseweg 44                 | 51° 59' 56" NB, 5° 53' 34" OL | 8382   | Meer afbeeldingen |
| Park van buitengoed | Tuin, park en plantsoen   |                                                                                            |                                     | Zijpendaalseweg                    | 52° 0' 6" NB, 5° 53' 30" OL   | 8383   | Park van buitengoed |
| Terrein waarin de resten van het klooster Marienborn of Mariendaal | Archeologisch monument    | 1392 - 1587                                                                                |                                     |                                    | 51° 59' 23" NB, 5° 51' 54" OL | 45125  | Upload foto |
| Terrein waarin sporen van een militaire nederzetting | Archeologisch monument    | Vroege-, Midden- en Laat Romeinse Tijd                                                     |                                     |                                    | 51° 58' 17" NB, 5° 52' 23" OL | 45126  | Terrein waarin sporen van een militaire nederzetting                                                                                                |
| Bronbeek | Gezondheidszorg           | 1862-1863                                                                                  |                                     | Velperweg 147                      | 51° 59' 43" NB, 5° 57' 1" OL  | 46518  | Meer afbeeldingen |
| Witgepleisterde villa | Kasteel, buitenplaats     | 1847, met hergebruik van huis uit 1840                                                     | H.F.G.N. Camp (uitbr.)              | Velperweg 149                      | 51° 59' 41" NB, 5° 57' 1" OL  | 46519  | Witgepleisterde villa |
| Bronbeek: Portiersgebouwtje | Dienstwoning              | 1819                                                                                       |                                     | Velperweg 155                      | 51° 59' 36" NB, 5° 56' 57" OL | 46520  | Bronbeek: Portiersgebouwtje |
| Landhuis Beaulieu | Woonhuis                  | 19e eeuw                                                                                   |                                     | Mr. D. van Ruijvenpad 2-66         | 51° 59' 10" NB, 5° 53' 44" OL | 343584 | Meer afbeeldingen |
| Beeld van Amphitrite | Tuin, park en plantsoen   | 1700-1800                                                                                  |                                     | Jansbinnensingel tegenover 16      | 51° 59' 3" NB, 5° 54' 33" OL  | 516718 | Beeld van Amphitrite |
| Gietijzeren fontein | Straatmeubilair           | 1885                                                                                       | I. Schütz en Zoon                   | Jansbinnensingel tegenover 6       | 51° 59' 3" NB, 5° 54' 28" OL  | 516719 | Meer afbeeldingen |
| Beeld van Hestia | Tuin, park en plantsoen   | 1700-1800                                                                                  |                                     | Jansbinnensingel tegenover 10      | 51° 59' 3" NB, 5° 54' 30" OL  | 516720 | Beeld van Hestia |
| Beeld van Poseidon | Tuin, park en plantsoen   | 1700-1800                                                                                  |                                     | Jansbinnensingel tegenover 27      | 51° 59' 2" NB, 5° 54' 39" OL  | 516721 | Beeld van Poseidon |
| Zandstenen siervaas | Straatmeubilair           | 1700-1800                                                                                  |                                     | Jansbinnensingel tegenover 13      | 51° 59' 3" NB, 5° 54' 32" OL  | 516722 | Zandstenen siervaas |
| Gietijzeren fontein | Straatmeubilair           | 1885                                                                                       | I. Schütz en Zoon                   | Jansbinnensingel tegenover 21      | 51° 59' 2" NB, 5° 54' 36" OL  | 516723 | Meer afbeeldingen |
| Moscowa:Rooms-Katholieke afdeling | Begraafplaats en -onderdl | 1876                                                                                       |                                     | Waterbergseweg 18                  | 52° 0' 18" NB, 5° 55' 10" OL  | 516725 | Meer afbeeldingen |
| Moscowa: Algemene afdeling | Begraafplaats en -onderdl | 1873                                                                                       |                                     | Waterbergseweg bij 18              | 52° 0' 18" NB, 5° 55' 1" OL   | 516726 | Meer afbeeldingen |
| Moscowa: Joodse begraafplaats | Begraafplaats en -onderdl | 1866                                                                                       |                                     | Weg langs de Begraafplaatsen 2     | 52° 0' 8" NB, 5° 55' 13" OL   | 516727 | Meer afbeeldingen |
| Moscowa: aula met bovenwoning | Begraafplaats en -onderdl | 1888                                                                                       |                                     | Weg langs de Begraafplaatsen bij 2 | 52° 0' 8" NB, 5° 55' 13" OL   | 516728 | Meer afbeeldingen |
| Moscowa: Ommuring met twee hekken | Begraafplaats en -onderdl | 1866-1900                                                                                  |                                     | Weg langs de Begraafplaatsen bij 2 | 52° 0' 8" NB, 5° 55' 13" OL   | 516729 | Meer afbeeldingen |
| Koepelgevangenis: Cellengebouw | Gerechtsgebouw            | 1882-1886                                                                                  |                                     | Wilhelminastraat 16                | 51° 59' 7" NB, 5° 52' 45" OL  | 516731 | Koepelgevangenis: Cellengebouw |
| Koepelgevangenis: Administratiegebouw | Gerechtsgebouw            | 1882-1886                                                                                  |                                     | Wilhelminastraat bij 16            | 51° 59' 7" NB, 5° 52' 45" OL  | 516732 | Koepelgevangenis: Administratiegebouw |
| Koepelgevangenis: Poortgebouw en ringmuur | Gerechtsgebouw            | 1882-1886                                                                                  |                                     | Wilhelminastraat bij 16            | 51° 59' 7" NB, 5° 52' 45" OL  | 516733 | Meer afbeeldingen |
| Sint-Jan de Doperkerk | Kerk en kerkonderdeel     | 1894-1895                                                                                  |                                     | Verlengde Hoflaan 74               | 51° 59' 22" NB, 5° 55' 32" OL | 516735 | Meer afbeeldingen |
| Pastorie van de Sint-Jan de Doperkerk | Kerkelijke dienstwoning   | 1896                                                                                       |                                     | Verlengde Hoflaan 72               | 51° 59' 21" NB, 5° 55' 33" OL | 516736 | Pastorie van de Sint-Jan de Doperkerk |
| Sint Elisabeth's Gasthuis | Gezondheidszorg           | 1893-1896                                                                                  |                                     | Utrechtseweg 129                   | 51° 59' 6" NB, 5° 53' 10" OL  | 516738 | Sint Elisabeth's Gasthuis |
| Kapel van het Sint Elisabeth's Gasthuis | Kapel                     | 1897-1904                                                                                  |                                     | Zwarteweg 25                       | 51° 59' 7" NB, 5° 53' 9" OL   | 516739 | Meer afbeeldingen |
| Onderstation P.G.E.M.: Bedieningsgebouw | Nutsbedrijf               | 1927-1929                                                                                  | H. Fels                             | Van Oldenbarneveldtstraat 90       | 51° 58' 32" NB, 5° 55' 17" OL | 516741 | Meer afbeeldingen |
| Onderstation P.G.E.M.: Fabriekswoningen met toegangspoort | Bedrijfs-,fabriekswoning  | 1927-1929                                                                                  |                                     | Broekstraat 22                     | 51° 58' 33" NB, 5° 55' 11" OL | 516742 | Meer afbeeldingen |
| Onderstation P.G.E.M.: Heftoren annex werkplaats | Bedieningsgebouw          | 1927-1929                                                                                  |                                     | Van Oldenbarneveldtstraat 92       | 51° 58' 31" NB, 5° 55' 18" OL | 516743 | Meer afbeeldingen |
| Onderstation P.G.E.M.: Magazijngebouw | Opslag                    | 1939                                                                                       |                                     | Van Oldenbarneveldtstraat 90       | 51° 58' 31" NB, 5° 55' 17" OL | 516744 | Meer afbeeldingen |
| Onderstation P.G.E.M.: Vrijstaande garage | Opslag                    | 1939                                                                                       |                                     | Van Oldenbarneveldtstraat bij 90   | 51° 58' 31" NB, 5° 55' 17" OL | 516745 | Meer afbeeldingen |
| Dubbelwoning met schuurtjes, sickeszlaan 1-3, gebouwd op een rechthoekige plattegrond, bestaand uit twee bouwlagen onder een plat overstekend dak | Woonhuis                  | 1921-1922                                                                                  |                                     | Sickeszlaan 1                      | 51° 59' 28" NB, 5° 54' 35" OL | 516747 | Dubbelwoning met schuurtjes, sickeszlaan 1-3, gebouwd op een rechthoekige plattegrond, bestaand uit twee bouwlagen onder een plat overstekend dak   |
| Dubbelwoning met schuurtjes | Woonhuis                  | 1921-1922                                                                                  |                                     | St. Nicolailaan 11                 | 51° 59' 27" NB, 5° 54' 41" OL | 516748 | Dubbelwoning met schuurtjes |
| Zes woningen met schuurtjes | Woonhuis                  | 1921-1922                                                                                  |                                     | Sickeszlaan 5                      | 51° 59' 28" NB, 5° 54' 36" OL | 516749 | Zes woningen met schuurtjes |
| Dubbelwoning | Woonhuis                  | 1921-1922                                                                                  |                                     | Sickeszlaan 17                     | 51° 59' 29" NB, 5° 54' 39" OL | 516750 | Dubbelwoning |
| Dubbelwoning met schuurtjes | Woonhuis                  | 1921-1922                                                                                  |                                     | St. Nicolailaan 13                 | 51° 59' 28" NB, 5° 54' 41" OL | 516751 | Dubbelwoning met schuurtjes |
| Dubbelwoning met schuurtjes | Woonhuis                  | 1921-1922                                                                                  |                                     | St. Nicolailaan 17                 | 51° 59' 29" NB, 5° 54' 40" OL | 516752 | Dubbelwoning met schuurtjes |
| Vier woningen met poort en schuurtjes | Woonhuis                  | 1921-1922                                                                                  |                                     | Pontanuslaan 7                     | 51° 59' 26" NB, 5° 54' 37" OL | 516753 | Vier woningen met poort en schuurtjes |
| Vier woningen met poort en schuurtjes | Woonhuis                  | 1921-1922                                                                                  |                                     | Pontanuslaan 15                    | 51° 59' 28" NB, 5° 54' 37" OL | 516754 | Vier woningen met poort en schuurtjes |
| Vier woningen met poort en schuurtjes | Woonhuis                  | 1921-1922                                                                                  |                                     | Pontanuslaan 23                    | 51° 59' 28" NB, 5° 54' 39" OL | 516755 | Vier woningen met poort en schuurtjes |
| Middenstandswoningen | Woonhuis                  | 1922-1924                                                                                  |                                     | Pontanuslaan 33-39                 | 51° 59' 28" NB, 5° 54' 43" OL | 516757 | Middenstandswoningen |
| Rijtje van vier middenstandswoningen | Woonhuis                  | 1922-1924                                                                                  |                                     | St. Nicolailaan 10-16              | 51° 59' 29" NB, 5° 54' 42" OL | 516758 | Rijtje van vier middenstandswoningen |
| Middenstandswoningen | Woonhuis                  | 1922-1924                                                                                  |                                     | Goeman Borgesiusplein 1-7          | 51° 59' 31" NB, 5° 54' 49" OL | 516759 | Middenstandswoningen |
| Rijtje van tien middenstandswoningen | Woonhuis                  | 1922-1924                                                                                  |                                     | Goeman Borgesiusplein 9-27         | 51° 59' 31" NB, 5° 54' 47" OL | 516760 | Rijtje van tien middenstandswoningen |
| Middenstandswoningen | Woonhuis                  | 1922-1924                                                                                  |                                     | Goeman Borgesiusplein 29-35        | 51° 59' 31" NB, 5° 54' 44" OL | 516761 | Middenstandswoningen |
| rijtje van tien middenstandswoningen | Woonhuis                  | 1922-1924                                                                                  |                                     | Goeman Borgesiusplein 37-55        | 51° 59' 30" NB, 5° 54' 43" OL | 516762 | rijtje van tien middenstandswoningen |
| middenstandswoningen | Woonhuis                  | 1922-1924                                                                                  |                                     | Goeman Borgesiusplein 2            | 51° 59' 33" NB, 5° 54' 46" OL | 516763 | middenstandswoningen |
| Rijtje van zes middenstandswoningen | Woonhuis                  | 1922-1924                                                                                  |                                     | Goeman Borgesiusplein 6-16         | 51° 59' 33" NB, 5° 54' 44" OL | 516764 | Rijtje van zes middenstandswoningen |
| middenstandswoningen | Woonhuis                  | 1922-1924                                                                                  |                                     | Lorentzlaan 2-8                    | 51° 59' 33" NB, 5° 54' 42" OL | 516765 | middenstandswoningen |
| middenstandswoningen | Woonhuis                  | 1922-1924                                                                                  |                                     | Lorentzlaan 10-16                  | 51° 59' 33" NB, 5° 54' 41" OL | 516766 | middenstandswoningen |
| middenstandswoningen | Woonhuis                  | 1922-1924                                                                                  |                                     | Lorentzlaan 18-24                  | 51° 59' 35" NB, 5° 54' 40" OL | 516767 | middenstandswoningen |
| rijtje van zes middenstandswoningen | Woonhuis                  | 1922-1924                                                                                  |                                     | Richard Kolfschotenlaan 1-11       | 51° 59' 34" NB, 5° 54' 43" OL | 516768 | rijtje van zes middenstandswoningen |
| Rijtje van zes middenstandswoningen | Woonhuis                  | 1922-1924                                                                                  |                                     | Richard Kolfschotenlaan 2-12       | 51° 59' 35" NB, 5° 54' 42" OL | 516769 | Rijtje van zes middenstandswoningen |
| Rijtje van zes middenstandswoningen | Woonhuis                  | 1922-1924                                                                                  |                                     | Passavantlaan 13-23                | 51° 59' 34" NB, 5° 54' 45" OL | 516770 | Rijtje van zes middenstandswoningen |
| middenstandswoningen | Woonhuis                  | 1922-1924                                                                                  |                                     | Passavantlaan 25-31                | 51° 59' 35" NB, 5° 54' 44" OL | 516771 | middenstandswoningen |
| Middenstandswoning | Woonhuis                  | 1922-1924                                                                                  |                                     | Passavantlaan 10                   | 51° 59' 32" NB, 5° 54' 50" OL | 516772 | Middenstandswoning |
| Twee middenstandswoningen onder 1 kap | Woonhuis                  | 1922-1924                                                                                  |                                     | Passavantlaan 18                   | 51° 59' 33" NB, 5° 54' 50" OL | 516773 | Twee middenstandswoningen onder 1 kap |
| Twee middenstandswoningen onder 1 kap | Woonhuis                  | 1922-1924                                                                                  |                                     | Passavantlaan 22                   | 51° 59' 32" NB, 5° 54' 50" OL | 516774 | Twee middenstandswoningen onder 1 kap |
| Twee middenstandswoningen onder 1 kap | Woonhuis                  | 1922-1924                                                                                  |                                     | Passavantlaan 26                   | 51° 59' 32" NB, 5° 54' 50" OL | 516775 | Twee middenstandswoningen onder 1 kap |
| Middenstandswoning | Woonhuis                  | 1922-1924                                                                                  |                                     | Passavantlaan 30                   | 51° 59' 34" NB, 5° 54' 48" OL | 516776 | Middenstandswoning |
| Twee middenstandswoningen onder 1 kap | Woonhuis                  | 1922-1924                                                                                  |                                     | Passavantlaan 38                   | 51° 59' 35" NB, 5° 54' 46" OL | 516777 | Twee middenstandswoningen onder 1 kap |
| Middenstandswoning | Woonhuis                  | 1922-1924                                                                                  |                                     | Passavantlaan 42                   | 51° 59' 35" NB, 5° 54' 46" OL | 516778 | Middenstandswoning |
| Schoolgebouw van twee bouwlagen en zolder op T-vormig grondplan | Onderwijs en wetenschap   | 1939-1941                                                                                  |                                     | Statenlaan 8                       | 51° 58' 47" NB, 5° 55' 22" OL | 516780 | Schoolgebouw van twee bouwlagen en zolder op T-vormig grondplan                                                                                     |
| Conciergewoning van twee bouwlagen en zolderverdieping op rechthoekig grondplan | Dienstwoning              | 1939-1941                                                                                  |                                     | Statenlaan 6                       | 51° 58' 46" NB, 5° 55' 20" OL | 516781 | Conciergewoning van twee bouwlagen en zolderverdieping op rechthoekig grondplan                                                                     |
| Woonblok in de Verschuerwijk | Woonhuis                  | 1911-1913                                                                                  |                                     | Rietgrachtstraat 53-111            | 51° 58' 36" NB, 5° 55' 6" OL  | 516783 | Meer afbeeldingen |
| Woonblok in de Verschuerwijk | Woonhuis                  | 1911-1913                                                                                  |                                     | Rietgrachtstraat 113-125           | 51° 58' 33" NB, 5° 55' 5" OL  | 516784 | Woonblok in de Verschuerwijk |
| Woonblok in de Verschuerwijk | Woonhuis                  | 1911-1913                                                                                  |                                     | Broekstraat 3a-111                 | 51° 58' 33" NB, 5° 55' 5" OL  | 516785 | Meer afbeeldingen |
| Woonblok in de Verschuerwijk | Woonhuis                  | 1911-1913                                                                                  |                                     | Van Oldenbarneveldtstraat 28-88    | 51° 58' 38" NB, 5° 55' 14" OL | 516786 | Meer afbeeldingen |
| Woonblok in de Verschuerwijk | Woonhuis                  | 1911-1913                                                                                  |                                     | B.P. van Verschuerstraat 2-102     | 51° 58' 37" NB, 5° 55' 6" OL  | 516787 | Meer afbeeldingen |
| Woonblok in de Verschuerwijk | Woonhuis                  | 1911-1913                                                                                  |                                     | Van Verschuerplein 2-16 en 1-15    | 51° 58' 35" NB, 5° 55' 8" OL  | 516788 | Meer afbeeldingen |
| Woonblok in de Verschuerwijk | Woonhuis                  | 1911-1913                                                                                  |                                     | Van Verschuerplein 17-39           | 51° 58' 36" NB, 5° 55' 8" OL  | 516789 | Meer afbeeldingen |
| Woonblok in de Verschuerwijk | Woonhuis                  | 1911-1913                                                                                  |                                     | Van Verschuerplein 18-40           | 51° 58' 34" NB, 5° 55' 9" OL  | 516790 | Woonblok in de Verschuerwijk |
| Vier middenstandswoningen in het Sonsbeekkwartier | Woonhuis                  | 1915                                                                                       |                                     | Pontanuslaan 2                     | 51° 59' 25" NB, 5° 54' 35" OL | 516792 | Vier middenstandswoningen in het Sonsbeekkwartier                                                                                                   |
| Vier middenstandswoningen in het Sonsbeekkwartier | Woonhuis                  | 1915                                                                                       |                                     | Pontanuslaan 10                    | 51° 59' 25" NB, 5° 54' 36" OL | 516793 | Vier middenstandswoningen in het Sonsbeekkwartier                                                                                                   |
| Vier middenstandswoningen in het Sonsbeekkwartier | Woonhuis                  | 1915                                                                                       |                                     | Pontanuslaan 18                    | 51° 59' 25" NB, 5° 54' 38" OL | 516794 | Vier middenstandswoningen in het Sonsbeekkwartier                                                                                                   |
| Vier middenstandswoningen in het Sonsbeekkwartier | Woonhuis                  | 1915                                                                                       |                                     | Pontanuslaan 26                    | 51° 59' 25" NB, 5° 54' 40" OL | 516795 | Vier middenstandswoningen in het Sonsbeekkwartier                                                                                                   |
| Vier middenstandswoningen in het Sonsbeekkwartier | Woonhuis                  | 1915                                                                                       |                                     | Pontanuslaan 34                    | 51° 59' 26" NB, 5° 54' 41" OL | 516796 | Vier middenstandswoningen in het Sonsbeekkwartier                                                                                                   |
| Woonblok in Klarendal | Woonhuis                  | 1910-1911                                                                                  |                                     | Klarendalseweg 195                 | 51° 59' 28" NB, 5° 55' 36" OL | 516798 | Woonblok in Klarendal |
| Woonblok in Klarendal | Woonhuis                  | 1910-1911                                                                                  |                                     | Klarendalseweg 207                 | 51° 59' 30" NB, 5° 55' 39" OL | 516799 | Woonblok in Klarendal |
| Woonblok aan de westzijde van de klarendalseweg dat bestaat uit vier woningen | Woonhuis                  | 1910-1911                                                                                  |                                     | Klarendalseweg 219                 | 51° 59' 32" NB, 5° 55' 40" OL | 516800 | Woonblok aan de westzijde van de klarendalseweg dat bestaat uit vier woningen                                                                       |
| Woonblok in Klarendal | Woonhuis                  | 1910-1911                                                                                  |                                     | Klarendalseweg 223                 | 51° 59' 34" NB, 5° 55' 41" OL | 516801 | Woonblok in Klarendal |
| Woonblok in Klarendal | Woonhuis                  | 1910-1911                                                                                  |                                     | Vijverlaan 69                      | 51° 59' 34" NB, 5° 55' 40" OL | 516802 | Meer afbeeldingen |
| Woonblok in Klarendal | Woonhuis                  | 1910-1911                                                                                  |                                     | Vijverlaan 73                      | 51° 59' 34" NB, 5° 55' 39" OL | 516803 | Meer afbeeldingen |
| Woonblok in Klarendal | Woonhuis                  | 1910-1911                                                                                  |                                     | Vijverlaan 77                      | 51° 59' 34" NB, 5° 55' 39" OL | 516804 | Meer afbeeldingen |
| Woonblok in Klarendal | Woonhuis                  | 1910-1911                                                                                  |                                     | Vijverlaan 81                      | 51° 59' 34" NB, 5° 55' 38" OL | 516805 | Woonblok in Klarendal |
| Woonblok in Klarendal | Woonhuis                  | 1910-1911                                                                                  |                                     | Vijverlaan 85                      | 51° 59' 33" NB, 5° 55' 37" OL | 516806 | Woonblok in Klarendal |
| Woonblok in Klarendal | Woonhuis                  | 1910-1911                                                                                  |                                     | Vijverlaan 89                      | 51° 59' 33" NB, 5° 55' 36" OL | 516807 | Meer afbeeldingen |
| Woonblok in Klarendal | Woonhuis                  | 1910-1911                                                                                  |                                     | Vijverlaan 93                      | 51° 59' 33" NB, 5° 55' 36" OL | 516808 | Meer afbeeldingen |
| Woonblok in Klarendal | Woonhuis                  | 1910-1911                                                                                  |                                     | Vijverlaan 97                      | 51° 59' 33" NB, 5° 55' 35" OL | 516809 | Woonblok in Klarendal |
| Woonblok in Klarendal | Woonhuis                  | 1910-1911                                                                                  |                                     | Vijverlaan 99                      | 51° 59' 32" NB, 5° 55' 33" OL | 516810 | Woonblok in Klarendal |
| Woonblok in Klarendal | Woonhuis                  | 1910-1911                                                                                  |                                     | Vijverlaan 101                     | 51° 59' 32" NB, 5° 55' 32" OL | 516811 | Woonblok in Klarendal |
| Woonblok in Klarendal | Woonhuis                  | 1910-1911                                                                                  |                                     | Kazernestraat 4                    | 51° 59' 28" NB, 5° 55' 36" OL | 516812 | Woonblok in Klarendal |
| Woonblok in Klarendal | Woonhuis                  | 1910-1911                                                                                  |                                     | Kazernestraat 20                   | 51° 59' 30" NB, 5° 55' 34" OL | 516813 | Woonblok in Klarendal |
| Woonblok aan de westzijde van het Mussenplein, bestaande uit een rijtje van acht woningen | Woonhuis                  | 1910-1911                                                                                  |                                     | Musschenplein 11                   | 51° 59' 31" NB, 5° 55' 34" OL | 516814 | Woonblok aan de westzijde van het Mussenplein, bestaande uit een rijtje van acht woningen                                                           |
| Woonblok in Klarendal | Woonhuis                  | 1910-1911                                                                                  |                                     | Musschenplein 1                    | 51° 59' 30" NB, 5° 55' 37" OL | 516815 | Woonblok in Klarendal |
| Woonblok aan de oostzijde van het Mussenplein, bestaande uit een rijtje van acht woningen | Woonhuis                  | 1910-1911                                                                                  |                                     | Musschenplein 3                    | 51° 59' 31" NB, 5° 55' 38" OL | 516816 | Woonblok aan de oostzijde van het Mussenplein, bestaande uit een rijtje van acht woningen                                                           |
| Woonblok in Klarendal | Woonhuis                  | 1910-1911                                                                                  |                                     | Musschenplein 9                    | 51° 59' 32" NB, 5° 55' 36" OL | 516817 | Woonblok in Klarendal |
| Woonblok aan de noordzijde van de 3e Mussenstraat dat bestaat uit vier woningen | Woonhuis                  | 1910-1911                                                                                  |                                     | 3e Musschenstraat 2                | 51° 59' 33" NB, 5° 55' 40" OL | 516818 | Woonblok aan de noordzijde van de 3e Mussenstraat dat bestaat uit vier woningen                                                                     |
| Woonblok aan de noordzijde van de 3e Mussenstraat dat bestaat uit vier woningen | Woonhuis                  | 1910-1911                                                                                  |                                     | 3e Musschenstraat 10               | 51° 59' 33" NB, 5° 55' 38" OL | 516819 | Woonblok aan de noordzijde van de 3e Mussenstraat dat bestaat uit vier woningen                                                                     |
| Woonblok in Klarendal | Woonhuis                  | 1910-1911                                                                                  |                                     | 3e Musschenstraat 1                | 51° 59' 32" NB, 5° 55' 39" OL | 516820 | Woonblok in Klarendal |
| Woonblok in Klarendal | Woonhuis                  | 1910-1911                                                                                  |                                     | 4e Musschenstraat 4                | 51° 59' 32" NB, 5° 55' 34" OL | 516821 | Woonblok in Klarendal |
| Herenhuis | Woonhuis                  | 1904                                                                                       |                                     | Burgemeestersplein 1               | 51° 59' 16" NB, 5° 54' 2" OL  | 516825 | Meer afbeeldingen |
| Vestagebouw | Handel en kantoor         | 1930-1931                                                                                  |                                     | Jansbuitensingel 5                 | 51° 59' 5" NB, 5° 54' 22" OL  | 516826 | Meer afbeeldingen |
| Winkelwoning | Werk-woonhuis             | 1850                                                                                       |                                     | Kerkstraat 45                      | 51° 58' 51" NB, 5° 54' 33" OL | 516827 | Meer afbeeldingen |
| Van Ranzow's Bank | Handel en kantoor         | 1920-1921                                                                                  |                                     | Koningstraat 40                    | 51° 58' 47" NB, 5° 54' 37" OL | 516828 | Meer afbeeldingen |
| Aanplakzuil | Straatmeubilair           | 1900-1925                                                                                  |                                     | Oranjestraat tegenover 39          | 51° 59' 8" NB, 5° 52' 56" OL  | 516829 | Meer afbeeldingen |
| Kerk van de vereniging van vrijzinnig hervormden met hekwerk | Kerk en kerkonderdeel     | 1926                                                                                       |                                     | Parkstraat 31A                     | 51° 58' 53" NB, 5° 55' 8" OL  | 516830 | Meer afbeeldingen |
| Winkelpand met stijlinvloeden van Um 1800 en art deco | Winkel                    | 1922-1923                                                                                  | ir. W.F.C. Schaap                   | Rijnstraat 36                      | 51° 58' 54" NB, 5° 54' 23" OL | 516831 | Meer afbeeldingen |
| Winkelwoning | Werk-woonhuis             | 1906                                                                                       | W.G.Welsing                         | Roggestraat 43                     | 51° 58' 56" NB, 5° 54' 38" OL | 516832 | Winkelwoning |
| Rioolgemaal met brug | Gemaal                    | 1925-1935                                                                                  |                                     | Schavenmolenstraat tegenover 59    | 51° 59' 1" NB, 5° 55' 45" OL  | 516833 | Rioolgemaal met brug |
| Nederlandsche Heidemaatschappij (De Bazel) | Handel en kantoor         | 1912-1914                                                                                  |                                     | Sickeszplein 1                     | 51° 59' 30" NB, 5° 54' 34" OL | 516834 | Meer afbeeldingen |
| Brusselse huizen | Woonhuis                  | 1877                                                                                       |                                     | Spijkerstraat 217                  | 51° 58' 58" NB, 5° 55' 11" OL | 516835 | Meer afbeeldingen |
| Watertoren De Steenen Tafel | Nutsbedrijf               | 1926-1928                                                                                  | Johannes van Biesen                 | Weg achter het Bos 1               | 52° 0' 5" NB, 5° 55' 27" OL   | 516836 | Meer afbeeldingen |
| Christelijk Lyceum | Onderwijs en wetenschap   | 1924-1925                                                                                  |                                     | Utrechtseweg 174                   | 51° 59' 7" NB, 5° 53' 22" OL  | 516837 | Meer afbeeldingen |
| Winkel | Winkel                    | 1900-1910                                                                                  |                                     | Vijzelstraat 11                    | 51° 58' 55" NB, 5° 54' 28" OL | 516838 | Meer afbeeldingen |
| De Nederlanden van 1845 | Handel en kantoor         | 1938-1939                                                                                  | W.M. Dudok                          | Willemsplein 5-6a                  | 51° 59' 1" NB, 5° 54' 19" OL  | 516839 | Meer afbeeldingen |
| Herenhuis met hekwerk | Woonhuis                  | 1904                                                                                       |                                     | Zijpendaalseweg 6                  | 51° 59' 8" NB, 5° 54' 18" OL  | 516840 | Meer afbeeldingen |
| Meisjes-H.B.S. | Onderwijs en wetenschap   | 1916-1917                                                                                  |                                     | Apeldoornseweg 210                 | 51° 59' 26" NB, 5° 54' 31" OL | 516841 | Meer afbeeldingen |
| Winkelwoning | Werk-woonhuis             | 1902                                                                                       |                                     | Bakkerstraat 7                     | 51° 58' 52" NB, 5° 54' 29" OL | 516842 | Meer afbeeldingen |
| Winkel met bovenwoningen, comestibles- en delicatessenhandel | Werk-woonhuis             | 1890                                                                                       |                                     | Koningstraat 1                     | 51° 58' 55" NB, 5° 54' 37" OL | 516843 | Winkel met bovenwoningen, comestibles- en delicatessenhandel                                                                                        |
| Vrijstaande villa | Woonhuis                  | 1916                                                                                       |                                     | Van Lawick van Pabststraat 31      | 51° 59' 17" NB, 5° 53' 52" OL | 516844 | Meer afbeeldingen |
| Lorentz H.B.S. | Onderwijs en wetenschap   | 1904-1905                                                                                  | Gerrit Versteeg                     | Schoolstraat 33                    | 51° 58' 56" NB, 5° 55' 16" OL | 516846 | Meer afbeeldingen |
| Voormalig bankgebouw van de Arnhemsche Bank met hek | Handel en kantoor         | 1900-1905                                                                                  |                                     | Weverstraat 40                     | 51° 58' 51" NB, 5° 54' 23" OL | 516847 | Meer afbeeldingen |
| Sint Aloysiusschool | Onderwijs en wetenschap   | 1886-1887                                                                                  |                                     | Weverstraat 39                     | 51° 58' 51" NB, 5° 54' 24" OL | 516848 | Meer afbeeldingen |
| Luxor | Welzijn, kunst en cultuur | 1915-1916                                                                                  |                                     | Willemsplein 10                    | 51° 59' 1" NB, 5° 54' 16" OL  | 516849 | Meer afbeeldingen |
| Riche | Horeca                    | 1883                                                                                       |                                     | Willemsplein 38                    | 51° 58' 59" NB, 5° 54' 20" OL | 516850 | Meer afbeeldingen |
| Betonnen viaduct | Weg                       | 1928                                                                                       |                                     | Apeldoornseweg bij 240             | 51° 59' 51" NB, 5° 54' 48" OL | 516851 | Meer afbeeldingen |
| Herenhuis met hek uit 1889 in neorenaissance-stijl | Woonhuis                  | 1889                                                                                       |                                     | Apeldoornseweg 48                  | 51° 59' 13" NB, 5° 54' 36" OL | 516852 | Herenhuis met hek uit 1889 in neorenaissance-stijl                                                                                                  |
| Transformatorhuisje | Nutsbedrijf               | ca. 1925                                                                                   |                                     | Van Heemstralaan bij 101           | 51° 59' 45" NB, 5° 53' 7" OL  | 516853 | Transformatorhuisje |
| Winkelpand met bovenwoning in neorenaissance-stijl | Werk-woonhuis             | 1895                                                                                       |                                     | Bakkerstraat 18                    | 51° 58' 49" NB, 5° 54' 30" OL | 516854 | Meer afbeeldingen |
| Voormalig bankgebouw, thans winkel | Handel en kantoor         | 1880                                                                                       |                                     | Bakkerstraat 75                    | 51° 58' 52" NB, 5° 54' 27" OL | 516855 | Voormalig bankgebouw, thans winkel |
| Winkel met bovenwoning | Werk-woonhuis             | 1870-1880                                                                                  |                                     | Bakkerstraat 9                     | 51° 58' 52" NB, 5° 54' 29" OL | 516856 | Meer afbeeldingen |
| Pakhuis Valburg | Opslag                    | 1883                                                                                       |                                     | Amsterdamseweg 23                  | 51° 59' 16" NB, 5° 53' 42" OL | 516857 | Pakhuis Valburg |
| Arnhemse Buitenschool | Onderwijs en wetenschap   | 1929-1930                                                                                  |                                     | Bosweg 1                           | 51° 59' 46" NB, 5° 55' 38" OL | 516858 | Meer afbeeldingen |
| Twee herenhuizen | Woonhuis                  | 1914                                                                                       |                                     | Bouriciusstraat 9                  | 51° 59' 10" NB, 5° 54' 3" OL  | 516859 | Twee herenhuizen |
| Winkel met bovenwoning | Werk-woonhuis             | 1885-1890                                                                                  |                                     | Koningstraat 84                    | 51° 58' 55" NB, 5° 54' 36" OL | 516860 | Winkel met bovenwoning |
| Twee winkels met bovenwoning gebouwd | Werk-woonhuis             | 1890-1895                                                                                  |                                     | Koningstraat 15A                   | 51° 58' 52" NB, 5° 54' 36" OL | 516861 | Twee winkels met bovenwoning gebouwd |
| Karakteristiek graanpakhuis | Opslag                    | 1895                                                                                       |                                     | Korenmarkt 29                      | 51° 58' 56" NB, 5° 54' 16" OL | 516862 | Meer afbeeldingen |
| Oranje Koffiehuis | Horeca                    |                                                                                            |                                     | Arke Noachstraat 7                 | 51° 58' 51" NB, 5° 54' 35" OL | 516863 | Oranje Koffiehuis |
| Vrijstaande stadsvilla met smeedijzeren hek | Woonhuis                  | ca. 1900-1905                                                                              |                                     | Van Lawick van Pabststraat 1       | 51° 59' 15" NB, 5° 53' 56" OL | 516864 | Vrijstaande stadsvilla met smeedijzeren hek |
| Vrijstaande stadsvilla met hek en prieel | Woonhuis                  | ca. 1900-1905                                                                              |                                     | Van Lawick van Pabststraat 3       | 51° 59' 15" NB, 5° 53' 55" OL | 516865 | Vrijstaande stadsvilla met hek en prieel |
| Witgepleisterd herenhuis met een rijk geornamenteerde voorgevel | Woonhuis                  | 1880                                                                                       |                                     | Parkstraat 51                      | 51° 58' 54" NB, 5° 55' 15" OL | 516866 | Meer afbeeldingen |
| Zonneweelde | Woonhuis                  | 1910                                                                                       |                                     | De la Reijstraat 9                 | 51° 59' 9" NB, 5° 54' 26" OL  | 516867 | Meer afbeeldingen |
| Oorspronkelijk halfvrijstaand herenhuis | Woonhuis                  | 1860                                                                                       |                                     | Rijnkade 3                         | 51° 58' 46" NB, 5° 54' 8" OL  | 516868 | Meer afbeeldingen |
| Winkelwoning, in gebruik als apotheek en bovenwoning | Werk-woonhuis             | 1858                                                                                       |                                     | Rijnstraat 19-20                   | 51° 58' 54" NB, 5° 54' 18" OL | 516869 | Winkelwoning, in gebruik als apotheek en bovenwoning                                                                                                |
| Villa met keermuur en poorten | Woonhuis                  | 1915                                                                                       |                                     | Cordesstraat 4                     | 51° 59' 29" NB, 5° 53' 53" OL | 516870 | Villa met keermuur en poorten |
| Voormalige kantoorwoning bestaande uit een kantoor en een bovenwoning | Werk-woonhuis             | 1910                                                                                       |                                     | Cronjestraat 2                     | 51° 59' 7" NB, 5° 54' 21" OL  | 516871 | Voormalige kantoorwoning bestaande uit een kantoor en een bovenwoning                                                                               |
| Winkelwoning met hekwerk | Werk-woonhuis             | 1910                                                                                       | Willem Diehl                        | Cronjestraat 4                     | 51° 59' 7" NB, 5° 54' 21" OL  | 516872 | Meer afbeeldingen |
| Winkelwoning, bestaande uit een winkelruimte en bovenwoningen | Werk-woonhuis             | 1919                                                                                       |                                     | Roggestraat 31                     | 51° 58' 57" NB, 5° 54' 40" OL | 516873 | Winkelwoning, bestaande uit een winkelruimte en bovenwoningen                                                                                       |
| School XVII | Onderwijs en wetenschap   | 1897                                                                                       |                                     | Van Slichtenhorststraat 27a        | 51° 59' 21" NB, 5° 54' 45" OL | 516874 | School XVII |
| Evangelisch-Lutherse Kerk | Kerk en kerkonderdeel     | 1897-1898                                                                                  |                                     | Spoorwegstraat 8                   | 51° 59' 4" NB, 5° 54' 49" OL  | 516875 | Meer afbeeldingen |
| Van Löben Selsschool | Onderwijs en wetenschap   | 1931-1932                                                                                  |                                     | Dalweg 40                          | 51° 59' 37" NB, 5° 54' 54" OL | 516876 | Van Löben Selsschool |
| Dubbel herenhuis | Woonhuis                  | 1885                                                                                       |                                     | Emmastraat 71                      | 51° 58' 53" NB, 5° 55' 27" OL | 516877 | Dubbel herenhuis |
| Dubbel herenhuis met beneden- en bovenwoning | Woonhuis                  | 1890                                                                                       |                                     | Emmastraat 75                      | 51° 58' 53" NB, 5° 55' 27" OL | 516878 | Dubbel herenhuis met beneden- en bovenwoning |
| Theresiaschool | Onderwijs en wetenschap   | 1921-1922                                                                                  |                                     | Eusebiusbuitensingel 33            | 51° 58' 46" NB, 5° 54' 59" OL | 516879 | Meer afbeeldingen |
| Schoolgebouw voor lager onderwijs | Onderwijs en wetenschap   | 1932                                                                                       |                                     | Heselbergherweg 1                  | 51° 59' 38" NB, 5° 54' 59" OL | 516880 | Meer afbeeldingen |
| Rijtje herenhuizen | Woonhuis                  | 1880-1900                                                                                  |                                     | Boulevard Heuvelink 137-149        | 51° 58' 50" NB, 5° 55' 15" OL | 516881 | Meer afbeeldingen |
| Driedubbel herenhuis, thans kamerverhuur, gebouwd in neorenaissance-stijl | Woonhuis                  | 1895                                                                                       |                                     | Boulevard Heuvelink 11-13          | 51° 58' 42" NB, 5° 55' 6" OL  | 516882 | Driedubbel herenhuis, thans kamerverhuur, gebouwd in neorenaissance-stijl                                                                           |
| Rijtje van vier herenhuizen met hekken, thans twee woonhuizen, één woonhuis met praktijk | Woonhuis                  | 1895-1900                                                                                  |                                     | Boulevard Heuvelink 126            | 51° 58' 50" NB, 5° 55' 19" OL | 516883 | Rijtje van vier herenhuizen met hekken, thans twee woonhuizen, één woonhuis met praktijk                                                            |
| Kleine vrijstaande villa | Woonhuis                  | 1919                                                                                       |                                     | Karel van der Heijdenweg 10        | 51° 59' 52" NB, 5° 54' 57" OL | 516884 | Kleine vrijstaande villa |
| Groot herenhuis | Woonhuis                  | 1850-1875                                                                                  |                                     | Jansplein 55                       | 51° 58' 57" NB, 5° 54' 28" OL | 516885 | Meer afbeeldingen |
| Winkelwoning | Werk-woonhuis             | 1875                                                                                       |                                     | Jansstraat 26                      | 51° 58' 56" NB, 5° 54' 22" OL | 516886 | Meer afbeeldingen |
| Voormalig distributiegebouw van een textielfabrikant(?), thans in gebruik als kantoorgebouw | Opslag                    | 1920-1925                                                                                  |                                     | Kerkstraat 23                      | 51° 58' 48" NB, 5° 54' 34" OL | 516887 | Meer afbeeldingen |
| Voormalige winkel met magazijn, nu winkel met bovenwoning | Winkel                    | 1910-1915                                                                                  |                                     | Ketelstraat 26                     | 51° 58' 56" NB, 5° 54' 36" OL | 516888 | Voormalige winkel met magazijn, nu winkel met bovenwoning                                                                                           |
| Café met bovenwoning (Café Meijers) | Horeca                    | 1890-1895                                                                                  |                                     | Beekstraat 2                       | 51° 58' 55" NB, 5° 54' 38" OL | 516889 | Café met bovenwoning (Café Meijers) |
| Spuisluis | Waterkering en -doorlaat  | 1850-1900                                                                                  |                                     | Rijnkade tegenover 28              | 51° 58' 44" NB, 5° 54' 11" OL | 516890 | Meer afbeeldingen |
| Betonnen viaduct | Brug                      | 1922-1923                                                                                  |                                     | Cattepoelseweg 332BY               | 52° 0' 18" NB, 5° 54' 33" OL  | 516891 | Meer afbeeldingen |
| Zaadpakhuis | Opslag                    | 1914                                                                                       |                                     | Nieuwe Kade 14                     | 51° 58' 22" NB, 5° 55' 5" OL  | 516892 | Meer afbeeldingen |
| 'T Haveke | Woonhuis                  | 1910-1915                                                                                  |                                     | Velperweg 148                      | 51° 59' 24" NB, 5° 56' 27" OL | 516893 | 'T Haveke |
| Villa met hekwerk | Woonhuis                  | 1912                                                                                       |                                     | Velperweg 168                      | 51° 59' 34" NB, 5° 56' 59" OL | 516894 | Meer afbeeldingen |
| Woonblokje, bestaande uit één benedenwoning met winkel en twee bovenwoningen | Werk-woonhuis             | 1900-1905                                                                                  |                                     | Verhuellstraat 23                  | 51° 59' 21" NB, 5° 54' 36" OL | 516895 | Woonblokje, bestaande uit één benedenwoning met winkel en twee bovenwoningen                                                                        |
| Tweebeukig woonhuis, bestaande uit een beneden- en een bovenwoning | Woonhuis                  | 1900-1905                                                                                  |                                     | Verhuellstraat 19                  | 51° 59' 21" NB, 5° 54' 36" OL | 516896 | Tweebeukig woonhuis, bestaande uit een beneden- en een bovenwoning                                                                                  |
| Creutzbergschool | Onderwijs en wetenschap   | 1922                                                                                       |                                     | Vijverlaan 30                      | 51° 59' 35" NB, 5° 55' 39" OL | 516897 | Meer afbeeldingen |
| Winkelwoning gebouwd in art-nouveau-stijl | Werk-woonhuis             | 1905                                                                                       |                                     | Vijzelstraat 23                    | 51° 58' 54" NB, 5° 54' 25" OL | 516898 | Meer afbeeldingen |
| Voormalig pakhuis, thans café Verheyden | Opslag                    | 1900-1910                                                                                  |                                     | Wezenstraat 6                      | 51° 58' 56" NB, 5° 54' 32" OL | 516899 | Voormalig pakhuis, thans café Verheyden |
| Vrijwel geheel vrijstaand herenhuis met hekwerk | Woonhuis                  | 1900/1901                                                                                  |                                     | Zijpendaalseweg 71                 | 51° 59' 19" NB, 5° 53' 60" OL | 516900 | Meer afbeeldingen |
| Villa Gelders Spijker | Woonhuis                  | 1880-1890                                                                                  |                                     | Parkstraat 47                      | 51° 58' 54" NB, 5° 55' 13" OL | 516901 | Meer afbeeldingen |
| Herenhuis met hekwerk | Woonhuis                  | 1880-1890                                                                                  |                                     | Parkstraat 501 t/m 6               | 51° 58' 53" NB, 5° 55' 14" OL | 516902 | Meer afbeeldingen |
| De Klim | Woonhuis                  | 1920                                                                                       |                                     | Röellstraat 9                      | 51° 59' 25" NB, 5° 53' 49" OL | 516903 | Meer afbeeldingen |
| Villa Reale | Woonhuis                  | 1873                                                                                       |                                     | Utrechtseweg 129                   | 51° 59' 0" NB, 5° 52' 55" OL  | 516904 | Meer afbeeldingen |
| Transformatorhuisje | Nutsbedrijf               | 1925                                                                                       |                                     | Weg achter het Bos bij 1           | 52° 0' 6" NB, 5° 55' 27" OL   | 516905 | Transformatorhuisje |
| Herenhuis, thans in gebruik als kantoor | Woonhuis                  | 1900                                                                                       |                                     | Velperbuitensingel 20              | 51° 58' 56" NB, 5° 54' 55" OL | 516906 | Herenhuis, thans in gebruik als kantoor |
| Herenhuis met hekwerk | Woonhuis                  | 1880-1890                                                                                  |                                     | Parkstraat 38                      | 51° 58' 52" NB, 5° 55' 11" OL | 516907 | Meer afbeeldingen |
| De Peppel | Woonhuis                  | 1890-1900                                                                                  |                                     | Hulkesteinseweg 35                 | 51° 58' 55" NB, 5° 52' 37" OL | 516909 | Meer afbeeldingen |
| Doorlaatbrug Eldensedijk | Brug                      | 1920-1940                                                                                  |                                     | Eldensedijk                        | 51° 58' 26" NB, 5° 53' 44" OL | 516910 | Doorlaatbrug Eldensedijk |
| Herenhuis | Woonhuis                  | 1904                                                                                       |                                     | Burgemeestersplein 2               | 51° 59' 16" NB, 5° 54' 2" OL  | 516911 | Meer afbeeldingen |
| Anna Jacoba | Woonhuis                  | 1904                                                                                       |                                     | Burgemeestersplein 3               | 51° 59' 16" NB, 5° 54' 1" OL  | 516912 | Anna Jacoba |
| Winkel met twee bovenwoningen en hekwerken | Werk-woonhuis             | 1904                                                                                       | Willem Diehl                        | Cronjestraat 1                     | 51° 59' 8" NB, 5° 54' 19" OL  | 516913 | Meer afbeeldingen |
| Herenhuis in neorenaissance-stijl | Woonhuis                  | ca. 1900                                                                                   |                                     | Thorbeckestraat 1                  | 51° 58' 53" NB, 5° 55' 27" OL | 516914 | Herenhuis in neorenaissance-stijl |
| Blok van twee herenhuizen met hekwerken in eclectische stijl | Woonhuis                  | ca. 1870                                                                                   |                                     | Parkstraat 30                      | 51° 58' 52" NB, 5° 55' 6" OL  | 516915 | Meer afbeeldingen |
| Blok van twee herenhuizen met hekwerken waarin zich thans één opleidingsinstituut bevindt, in eclectische stijl | Woonhuis                  | ca. 1870                                                                                   |                                     | Parkstraat 25                      | 51° 58' 53" NB, 5° 55' 7" OL  | 516916 | Meer afbeeldingen |
| Halfvrijstaand blok van twee herenhuizen met hekwerken, gebouwd in eclectische stijl met neorenaissance invloeden | Woonhuis                  | 1880-1890                                                                                  |                                     | Parkstraat 46                      | 51° 58' 53" NB, 5° 55' 13" OL | 516917 | Meer afbeeldingen |
| Vrijstaand blok van drie herenhuizen, gebouwd in eclectische stijl | Woonhuis                  | ca. 1870                                                                                   |                                     | Parkstraat 18                      | 51° 58' 51" NB, 5° 55' 3" OL  | 516918 | Meer afbeeldingen |
| Blok van vier herenhuizen met hekwerken, gebouwd in eclectische stijl met neorenaissance-invloeden | Woonhuis                  | 1880-1890                                                                                  |                                     | Parkstraat 39                      | 51° 58' 54" NB, 5° 55' 11" OL | 516919 | Blok van vier herenhuizen met hekwerken, gebouwd in eclectische stijl met neorenaissance-invloeden                                                  |
| Blok van twee herenhuizen met hekwerken, gebouwd in eclectische stijl met neorenaissance invloeden | Woonhuis                  | 1880-1890                                                                                  |                                     | Parkstraat 42                      | 51° 58' 53" NB, 5° 55' 12" OL | 516920 | Meer afbeeldingen |
| Dubbel herenhuis met hek, thans tandartspraktijk (nummer 11) en kamerverhuur (nummers 11 en 13) | Werk-woonhuis             | ca. 1910                                                                                   | Willem Diehl                        | De la Reijstraat 11                | 51° 59' 8" NB, 5° 54' 26" OL  | 516921 | Dubbel herenhuis met hek, thans tandartspraktijk (nummer 11) en kamerverhuur (nummers 11 en 13)                                                     |
| Herenhuis met hekwerk | Woonhuis                  | 1910                                                                                       |                                     | Bothaplein 1                       | 51° 59' 11" NB, 5° 54' 24" OL | 516922 | Meer afbeeldingen |
| Herenhuis 'Molendal' met hekwerk | Woonhuis                  | 1903                                                                                       |                                     | Cronjestraat 15                    | 51° 59' 9" NB, 5° 54' 21" OL  | 516923 | Herenhuis 'Molendal' met hekwerk |
| Beek en Dal | Woonhuis                  | 1910                                                                                       |                                     | Cronjestraat 10                    | 51° 59' 8" NB, 5° 54' 22" OL  | 516924 | Beek en Dal |
| Vrijstaande dubbel herenhuis | Woonhuis                  | 1905-1910                                                                                  |                                     | Zijpendaalseweg 87-89              | 51° 59' 22" NB, 5° 53' 58" OL | 516925 | Meer afbeeldingen |
| Rijtje van drie tweebeukige woonhuizen met elk een beneden- en een bovenwoning | Woonhuis                  | 1900-1905                                                                                  |                                     | Verhuellstraat 7                   | 51° 59' 21" NB, 5° 54' 36" OL | 516926 | Rijtje van drie tweebeukige woonhuizen met elk een beneden- en een bovenwoning                                                                      |
| Waterberg | Transport                 | 1884                                                                                       |                                     | Hommelseweg 503                    | 51° 59' 53" NB, 5° 55' 7" OL  | 516927 | Waterberg |
| Herenhuis met hek | Woonhuis                  | 1890                                                                                       |                                     | Apeldoornseweg 20                  | 51° 59' 10" NB, 5° 54' 39" OL | 516928 | Herenhuis met hek |
| Herenhuis met hek uit 1889 in eclectische neorenaissance | Woonhuis                  | 1889                                                                                       |                                     | Apeldoornseweg 22                  | 51° 59' 10" NB, 5° 54' 38" OL | 516929 | Herenhuis met hek uit 1889 in eclectische neorenaissance                                                                                            |
| Rij van aaneengesloten herenhuizen (beneden- en bovenwoningen) met hekken | Woonhuis                  | ca. 1890                                                                                   |                                     | Prins Hendrikstraat 15             | 51° 58' 56" NB, 5° 55' 14" OL | 516930 | Rij van aaneengesloten herenhuizen (beneden- en bovenwoningen) met hekken                                                                           |
| Herenhuis met hek | Woonhuis                  | ca. 1890                                                                                   |                                     | Prins Hendrikstraat 13             | 51° 58' 56" NB, 5° 55' 13" OL | 516931 | Herenhuis met hek |
| Spuisluis van het type duikersluis | Waterkering en -doorlaat  | tweede helft 19e eeuw                                                                      |                                     | Rijnkade tegenover 143             | 51° 58' 36" NB, 5° 54' 31" OL | 516932 | Meer afbeeldingen |
| Herenhuis met beneden- en bovenwoning en hek, gebouwd in overgangsarchitectuur met invloeden van de art nouveau in detaillering en materiaalgebruik | Woonhuis                  | 1902                                                                                       |                                     | Boulevard Heuvelink 191-193        | 51° 58' 53" NB, 5° 55' 24" OL | 516933 | Herenhuis met beneden- en bovenwoning en hek, gebouwd in overgangsarchitectuur met invloeden van de art nouveau in detaillering en materiaalgebruik |
| Rijtje van drie aaneengebouwde herenhuizen met hekken, thans met etage- en/of kamerverhuur | Woonhuis                  | 1905-1910                                                                                  |                                     | De la Reijstraat 6                 | 51° 59' 8" NB, 5° 54' 23" OL  | 516934 | Rijtje van drie aaneengebouwde herenhuizen met hekken, thans met etage- en/of kamerverhuur                                                          |
| School XIX (school V) | Onderwijs en wetenschap   | 1912                                                                                       |                                     | Spijkerstraat 49                   | 51° 58' 57" NB, 5° 54' 60" OL | 516935 | Meer afbeeldingen |
| Doorlaatbrug Meinerswijk | Brug                      | 1934-1935                                                                                  |                                     | Tussen Drielsedijk en Meginhardweg | 51° 58' 15" NB, 5° 52' 19" OL | 516936 | Meer afbeeldingen |
| Blok van twee herenhuizen | Woonhuis                  | 1880                                                                                       |                                     | Kastanjelaan 7                     | 51° 58' 56" NB, 5° 55' 9" OL  | 516937 | Blok van twee herenhuizen |
| Herenhuis met hek uit 1886 in de stijl van de hollandse neorenaissance | Woonhuis                  | 1886                                                                                       |                                     | Apeldoornseweg 32                  | 51° 59' 11" NB, 5° 54' 38" OL | 516938 | Herenhuis met hek uit 1886 in de stijl van de hollandse neorenaissance                                                                              |
| Villa | Woonhuis                  | 1890-1900                                                                                  |                                     | Velperweg 157                      | 51° 59' 40" NB, 5° 57' 10" OL | 516939 | Villa |
| Woontoren | Woonhuis                  | 1924-1925                                                                                  | J. Gratama                          | Geitenkamp 14                      | 52° 0' 5" NB, 5° 56' 30" OL   | 516940 | Woontoren |
| Woonblok met winkels | Woonhuis                  | 1928                                                                                       | J. Gratama                          | Geitenkamp 44                      | 52° 0' 7" NB, 5° 56' 27" OL   | 516941 | Woonblok met winkels |
| De Phoenix | Woonhuis                  | 1910-1915                                                                                  |                                     | Sonsbeekweg 12                     | 51° 59' 10" NB, 5° 54' 20" OL | 516942 | De Phoenix |
| Hazegrietje | Woonhuis                  | 1919                                                                                       |                                     | Weg langs het Hazegrietje 15       | 51° 59' 52" NB, 5° 54' 60" OL | 516943 | Hazegrietje |
| Vrijstaande villa | Woonhuis                  | 1921                                                                                       | Marinus Jan Granpré Molière         | Van Lawick van Pabststraat 33      | 51° 59' 17" NB, 5° 53' 51" OL | 516944 | Meer afbeeldingen |
| Brugdelen met leuningen van smeedijzeren hekwerk waarop lantaarns | Brug                      | 1908                                                                                       |                                     | De la Reijstraat tegenover 9       | 51° 59' 9" NB, 5° 54' 24" OL  | 516945 | Meer afbeeldingen |
| Apeldoornse Poort | Brug                      | 1910-1912                                                                                  | Haitsma Mulier (verb.)              | Apeldoornseweg bij 18              | 51° 59' 8" NB, 5° 54' 38" OL  | 516946 | Meer afbeeldingen |
| Mariëndaal: Loobergen, boerderij ("hallehuistype") met tussenlid en aangebouwde schuur | Gebouw                    | vermoedelijk 1858                                                                          |                                     | Amsterdamseweg 453                 | 51° 59' 42" NB, 5° 52' 1" OL  | 527530 | Meer afbeeldingen |
| Mariëndaal: bakhuisje met waterpomp | Bijgebouwen kastelen enz. | ca. 1858                                                                                   |                                     | Amsterdamseweg bij 453             | 51° 59' 41" NB, 5° 51' 60" OL | 527531 | Meer afbeeldingen |
| Mariëndaal: boerderij "Diependal" | Boerderij                 | tweede helft 19e eeuw                                                                      |                                     | Amsterdamseweg bij 453             | 51° 59' 19" NB, 5° 52' 26" OL | 527534 | Meer afbeeldingen |
| Mariëndaal: twee toegangskolommen | Tuin, park en plantsoen   | vermoedelijk 19e eeuw                                                                      |                                     | Amsterdamseweg 453                 | 51° 59' 46" NB, 5° 52' 14" OL | 527540 | Meer afbeeldingen |
| Mariëndaal: bruggetje | Tuin, park en plantsoen   | vermoedelijk tweede helft 19e eeuw                                                         |                                     | Amsterdamseweg bij 453             | 51° 59' 28" NB, 5° 51' 57" OL | 527542 | Meer afbeeldingen |
| Mariëndaal: Veldkapel (Christuskoepel) | Bijgebouwen kastelen enz. | 1939                                                                                       | A. J. Kropholler                    | Amsterdamseweg bij 453             | 51° 59' 20" NB, 5° 52' 10" OL | 527544 | Meer afbeeldingen |
| Sonsbeek: landhuis | Kasteel, buitenplaats     | midden 18e eeuw (oorsprong) 1821 (gewijzigd)                                               |                                     | Tellegenlaan 3                     | 51° 59' 22" NB, 5° 54' 19" OL | 528856 | Meer afbeeldingen |
| Sonsbeek: historische aanleg | Tuin, park en plantsoen   | 1920-1930                                                                                  |                                     | Tellegenlaan bij 3                 | 51° 59' 29" NB, 5° 54' 12" OL | 528857 | Sonsbeek: historische aanleg |
| Sonsbeek: paviljoen | Bijgebouwen kastelen enz. | laatste kwart 18e eeuw                                                                     |                                     | Zijpendaalseweg 30                 | 51° 59' 29" NB, 5° 54' 4" OL  | 528858 | Sonsbeek: paviljoen |
| Sonsbeek: portierswoningen | Bijgebouwen kastelen enz. | 1821                                                                                       |                                     | Tellegenlaan 1                     | 51° 59' 22" NB, 5° 54' 26" OL | 528859 | Sonsbeek: portierswoningen |
| Sonsbeek: Agnietenmolen met voormalige forellenkwekerij | Bijgebouwen kastelen enz. | ca. 1812                                                                                   |                                     | Zijpendaalseweg 28A                | 51° 59' 19" NB, 5° 54' 6" OL  | 528860 | Meer afbeeldingen |
| Sonsbeek: De Witte Molen | Bijgebouwen kastelen enz. | ca. 1480                                                                                   |                                     | Zijpendaalseweg 24                 | 51° 59' 15" NB, 5° 54' 9" OL  | 528861 | Meer afbeeldingen |
| Sonsbeek: voormalige molenschuur | Bijgebouwen kastelen enz. | 17e eeuw (oorsprong) 18e eeuw (verbouwd)                                                   |                                     | Zijpendaalseweg bij 24             | 51° 59' 15" NB, 5° 54' 9" OL  | 528862 | Sonsbeek: voormalige molenschuur |
| Sonsbeek: voormalige boerderij | Bijgebouwen kastelen enz. | ca. 1800                                                                                   |                                     | Parkweg 2                          | 51° 59' 41" NB, 5° 53' 58" OL | 528863 | Sonsbeek: voormalige boerderij |
| Sonsbeek: rentmeesterswoning | Bijgebouwen kastelen enz. | 1890                                                                                       |                                     | Zijpendaalseweg 26                 | 51° 59' 18" NB, 5° 54' 4" OL  | 528864 | Sonsbeek: rentmeesterswoning |
| Sonsbeek: historische tuinmanswoning met bloemenwinkel | Bijgebouwen kastelen enz. | 1904-1905                                                                                  |                                     | Tellegenlaan 7                     | 51° 59' 28" NB, 5° 54' 13" OL | 528865 | Sonsbeek: historische tuinmanswoning met bloemenwinkel                                                                                              |
| Sonsbeek: restanten van moestuin | Tuin, park en plantsoen   | 18e eeuw                                                                                   |                                     | Tellegenlaan bij 7                 | 51° 59' 28" NB, 5° 54' 13" OL | 528866 | Sonsbeek: restanten van moestuin |
| Sonsbeek: belvedere | Bijgebouwen kastelen enz. | 1820-1821                                                                                  |                                     | Tellegenlaan bij 3                 | 51° 59' 23" NB, 5° 54' 19" OL | 528867 | Sonsbeek: belvedere |
| Sonsbeek: herenverblijf | Bijgebouwen kastelen enz. | ca. 1902                                                                                   |                                     | Tellegenlaan bij 3                 | 51° 59' 23" NB, 5° 54' 19" OL | 528868 | Meer afbeeldingen |
| Sonsbeek: grote waterval en grot | Tuin, park en plantsoen   | na 1821                                                                                    |                                     | Zijpendaalseweg bij 30             | 51° 59' 29" NB, 5° 54' 4" OL  | 528869 | Sonsbeek: grote waterval en grot |
| Sonsbeek: A. Zwanenbrug | Tuin, park en plantsoen   | kort na 1902                                                                               |                                     | Zijpendaalseweg bij 30             | 51° 59' 29" NB, 5° 54' 4" OL  | 528870 | Meer afbeeldingen |
| Sonsbeek: tellegenbank | Tuin, park en plantsoen   | 1928                                                                                       |                                     | Tellegenlaan bij 2                 | 51° 59' 23" NB, 5° 54' 27" OL | 528871 | Sonsbeek: tellegenbank |
| Sonsbeek: tuinvaas | Tuin, park en plantsoen   | midden 18e eeuw                                                                            |                                     | Zijpendaalseweg bij 30             | 51° 59' 29" NB, 5° 54' 4" OL  | 528872 | Meer afbeeldingen |
| Sonsbeek: Lorentzmonument | Tuin, park en plantsoen   | 1931 (opgericht)                                                                           |                                     | Parkweg bij 3                      | 51° 59' 23" NB, 5° 54' 11" OL | 528873 | Meer afbeeldingen |
| Zypendaal: landhuis | Kasteel, buitenplaats     | 1883-1884                                                                                  |                                     | Zijpendaalseweg 44                 | 51° 59' 57" NB, 5° 53' 35" OL | 528875 | Meer afbeeldingen |
| Zypendaal: historische tuin- en parkaanleg | Tuin, park en plantsoen   | 19e eeuw                                                                                   |                                     | Zijpendaalseweg bij 44             | 52° 0' 0" NB, 5° 53' 52" OL   | 528876 | Meer afbeeldingen |
| Zypendaal: voormalig koetshuis | Bijgebouwen kastelen enz. | 1764-1767                                                                                  |                                     | Zijpendaalseweg bij 44             | 51° 59' 57" NB, 5° 53' 35" OL | 528877 | Meer afbeeldingen |
| Zypendaan: voormalige oranjerie | Tuin, park en plantsoen   | 1764-1767                                                                                  |                                     | Zijpendaalseweg 46                 | 51° 59' 56" NB, 5° 53' 33" OL | 528878 | Meer afbeeldingen |
| Zypendaal: tuinhuis | Tuin, park en plantsoen   | midden 19e eeuw                                                                            |                                     | Zijpendaalseweg 48                 | 51° 59' 55" NB, 5° 53' 41" OL | 528879 | Meer afbeeldingen |
| Zypendaal: Dienstgebouw: Casa Bianca | Bijgebouwen kastelen enz. | begin 20e eeuw                                                                             |                                     | Zijpendaalseweg 50                 | 52° 0' 6" NB, 5° 53' 30" OL   | 528880 | Meer afbeeldingen |
| Zypendaal: Hallehuisboerderij: De Teerplaats | Bijgebouwen kastelen enz. | 18e eeuw (oorsprong)                                                                       |                                     | Zijpendaalseweg bij 40             | 51° 59' 39" NB, 5° 53' 45" OL | 528881 | Meer afbeeldingen |
| Zypendaal: toegangshek | Tuin, park en plantsoen   | 19e eeuw                                                                                   |                                     | Zijpendaalseweg bij 44             | 51° 59' 57" NB, 5° 53' 35" OL | 528882 | Meer afbeeldingen |
| Zypendaal: tuinbeeld | Tuin, park en plantsoen   | 18e eeuw                                                                                   |                                     | Zijpendaalseweg bij 44             | 51° 59' 57" NB, 5° 53' 35" OL | 528883 | Meer afbeeldingen |
| Gulden Bodem: koetshuis met koetsierswoning | Bijgebouwen kastelen enz. | ca. 1860                                                                                   |                                     | Zijpendaalseweg 193                | 51° 59' 53" NB, 5° 53' 19" OL | 528885 | Gulden Bodem: koetshuis met koetsierswoning |
| Gulden Bodem: historische aanleg | Tuin, park en plantsoen   | 1870                                                                                       |                                     | Zijpendaalseweg bij 193            | 51° 59' 60" NB, 5° 53' 16" OL | 528886 | Gulden Bodem: historische aanleg |
| Gulden Bodem: huis gebouwd als bouwpakket | Bijgebouwen kastelen enz. | ca. 1920                                                                                   |                                     | Zijpendaalseweg 191A               | 51° 59' 49" NB, 5° 53' 34" OL | 528887 | Gulden Bodem: huis gebouwd als bouwpakket |
| Zypendaal: weidehekken ten noorden van buitenplaats | Tuin, park en plantsoen   | begin 20e eeuw                                                                             |                                     | Zijpendaalseweg bij 44             | 51° 59' 57" NB, 5° 53' 35" OL | 529824 | Meer afbeeldingen |
| Zypendaal: weidehekken ten zuidoosten van buitenplaats | Tuin, park en plantsoen   | begin 20e eeuw                                                                             |                                     | Zijpendaalseweg bij 193            | 51° 59' 53" NB, 5° 53' 19" OL | 529825 | Meer afbeeldingen |
| Terrein waarin resten van het Kasteel Meinerswijk | Archeologisch monument    | middeleeuwen                                                                               |                                     |                                    | 51° 58' 39" NB, 5° 52' 56" OL | 47511  | Terrein waarin resten van het Kasteel Meinerswijk                                                                                                   |
| Terrein waarin resten van een nederzetting | Archeologisch monument    | Mesolithicum/Vroeg-Neolothicum en Midden-Neolithicum                                       |                                     | Bij Metamorfosenallee              | 51° 57' 16" NB, 5° 50' 59" OL | 515769 | Upload foto |
| John Frostbrug | Brug                      | 1932                                                                                       |                                     |                                    | 51° 58' 30" NB, 5° 54' 43" OL | 529907 | Meer afbeeldingen |
| AKU-fontein | Fontein en plein          | 1961                                                                                       | Henk Brouwer                        | Gele Rijders Plein 41              | 51° 59' 0" NB, 5° 54' 26" OL  | 532276 | Meer afbeeldingen |

## Elden
De plaats Elden telt 3 inschrijvingen in het rijksmonumentenregister.
| Object | Oorspronkelijke functie?  | Bouwjaar             | Architect | Locatie          | Coördinaten?                  | Nr.? | Afbeelding        |
| --- | ------------------------- | -------------------- | --------- | ---------------- | ----------------------------- | ---- | ----------------- |
| Bonifatiuskerk | Kerk en kerkonderdeel     | 1866, toren 15e eeuw |           | Huissensedijk 10 | 51° 57' 40" NB, 5° 53' 15" OL | 8385 | Meer afbeeldingen |
| Gepleisterd herenhuis op rechthoekige plattegrond, met geblokte hoeklisenen. Hardstenen cordonlijst tussen souterrain en bel-etage. Hoofdgestel van de deur met Empireconsoles, vensters met schuiframen uit de bouwtijd | Woonhuis                  | midden 19e eeuw      |           | Huissensedijk 14 | 51° 57' 38" NB, 5° 53' 17" OL | 8386 | Meer afbeeldingen |
| De Hoop | Industrie- en poldermolen | 1846                 |           | Molenweg 1C      | 51° 57' 25" NB, 5° 52' 56" OL | 8387 | Meer afbeeldingen |

## Schaarsbergen
De plaats Schaarsbergen telt 230 inschrijvingen in het rijksmonumentenregister. Veel van de objecten behoren bij de militaire bases bij Deelen.
Aalten ·
Apeldoorn ·
Arnhem ·
Barneveld ·
Berg en Dal ·
Berkelland ·
Beuningen ·
Bronckhorst ·
Brummen ·
Buren ·
Culemborg ·
Doesburg ·
Doetinchem ·
Druten ·
Duiven ·
Ede ·
Elburg ·
Epe ·
Ermelo ·
Harderwijk ·
Hattem ·
Heerde ·
Heumen ·
Lingewaard ·
Lochem ·
Maasdriel ·
Montferland ·
Neder-Betuwe ·
Nijkerk ·
Nijmegen ·
Nunspeet ·
Oldebroek ·
Oost Gelre ·
Oude IJsselstreek ·
Overbetuwe ·
Putten ·
Renkum ·
Rheden ·
Rozendaal ·
Scherpenzeel ·
Tiel ·
Voorst ·
Wageningen ·
West Betuwe ·
West Maas en Waal ·
Westervoort ·
Wijchen ·
Winterswijk ·
Zaltbommel ·
Zevenaar ·
Zutphen